# Saint-Brès (Gard)
Saint-Brès település Franciaországban, Gard megyében. Lakosainak száma 684 fő (2022. január 1.). Saint-Brès Saint-André-de-Cruzières, Saint-Sauveur-de-Cruzières, Courry, Meyrannes, Saint-Ambroix és Saint-Victor-de-Malcap községekkel határos.

## Népesség
A település népessége az elmúlt években az alábbi módon változott:
| Lakosok száma | 533  | 524  | 612  | 617  | 633  | 643  | 652  | 651  | 648  | 684  |
|               | 1968 | 1982 | 1990 | 2006 | 2013 | 2015 | 2017 | 2019 | 2020 | 2022 |